# Giovanni Castagnola
Giovanni Castagnola (Riva Trigoso, 8 novembre 1923 – Lavagna, 26 aprile 2007) è stato un calciatore italiano, di ruolo centrocampista.

## Carriera
Conta una presenza con l'Andrea Doria nel campionato di Serie A 1945-1946, esordendo il 14 ottobre 1945 in Inter-Andrea Doria (2-0). Militò inoltre in Serie C con Entella,Sestri Levante e   e Torrese ed in Serie B nelle file della Salernitana.